# Stadio degli Ulivi
Lo stadio degli Ulivi è il maggior impianto sportivo della città di Andria. Sorge nella parte nord-est della città, all'interno della Villa Comunale Giuseppe Marano, in un'area di 24000 m².
Di proprietà del Comune di Andria, ospita dal 1949 le partite della principale squadra di calcio della città, la Fidelis Andria.

## Storia

### Progetto e inaugurazione
Lo stadio si trova ubicato all'interno della Villa comunale Giuseppe Marano di Andria dove nel 1931 fu inaugurato dall'Onorevole Consalvo Ceci un ippodromo. Questo ippodromo con gli anni è sparito lasciando il posto allo stadio ed alla villa.

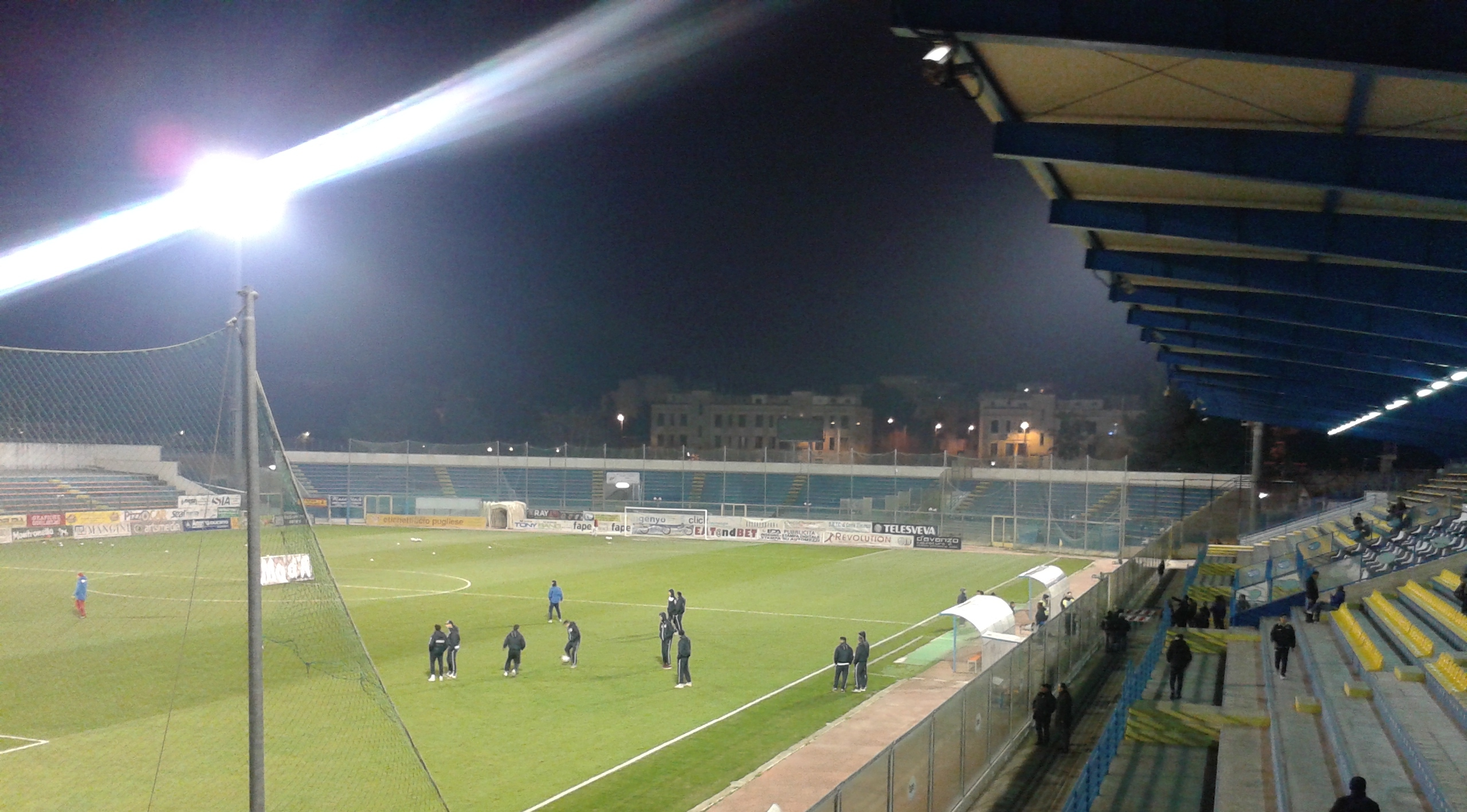
Stadio Degli Ulivi in notturna

Progettato durante la Seconda guerra mondiale fu ultimato nel 1949. Lo stadio di progettazione fascista, ha come ingresso per le tribune una grande M che identificava Mussolini.
Successivamente nel 1984, la Fidelis Andria guidata dalla famiglia Asseliti, dopo un vittorioso campionato di Serie D, permise il raggiungimento della prima storica annata nel calcio professionistico con la Serie C2. Il "Comunale" non aveva né curve, né manto erboso e tantomeno l'impianto di illuminazione per gare in notturna. Aveva solo quattro spezzoni di gradinata: due lato tribuna e due lato distinti. L'Amministrazione Comunale dell'epoca, decise un primo ammodernamento dello stadio cittadino con la realizzazione della copertura della tribuna attraverso un bando d'appalto dei lavori. La copertura fu progettata dai fratelli Nicolamarino. L'impianto fu munito di tribuna coperta e sala stampa e più tardi furono costruite le attuali curve.

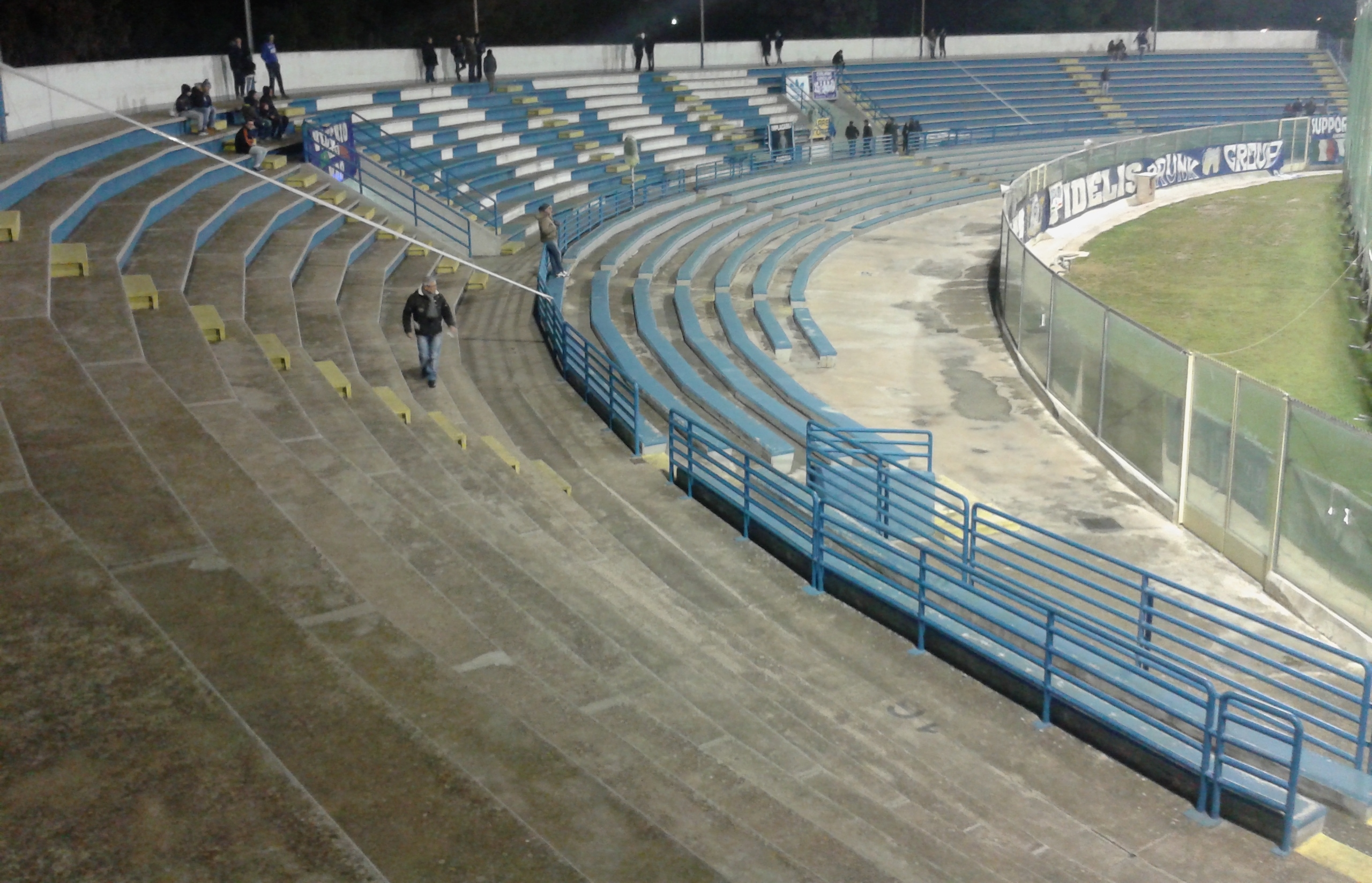
Il settore Curva Nord

Nel 1997 ospitò alcune gare di calcio della XIII edizione dei Giochi del Mediterraneo. Con i lavori di ristrutturazione e risistemazione dello stadio per i Giochi, si crearono dei parterre alle 2 curve allargando di fatto la capienza e fu installato un tabellone elettronico, che attualmente non viene usufruito.
Nel mese di ottobre 2009 è stata ultimata l'installazione dei tornelli in tutti i settori dello stadio, che sono entrati ufficialmente in funzione il 30 maggio 2010, in occasione della gara di ritorno dei play-out contro il Giulianova, vinta dai padroni di casa per 1-0.
In seguito verrà di lì a poco creata anche una zona prefiltraggio, rendendo lo stadio a norma con tutte le regole di sicurezza attuali, motivo per cui molto spesso viene scelto questo impianto come test per alcune gare campione, cioè gare ad alto rischio ma senza il divieto di trasferta, in cui le tifoserie sono osservate speciali.
Lo stadio degli Ulivi, è dotato di impianto di illuminazione perfettamente funzionante che consente anche l'organizzazione di eventi in notturna.

### Da "Comunale" a "Degli Ulivi"
Il nome "degli Ulivi" fu scelto quando la Fidelis Andria gareggiava nel campionato di Serie B 1994-1995, attraverso un referendum "Un nome per lo stadio" votato da cittadini e appassionati di Andria, e organizzato dal periodico sportivo "Fidelissimo" (il giornale che per anni ha raccontato le vicende della Fidelis Andria), in collaborazione con la Pienne e con il patrocinio dell'Assessorato allo sport del Comune. Il concorso si svolse in due fasi. La prima durante tutto il girone di andata: i cittadini votarono vari nomi e alla fine passarono il turno solo in tre. Precisamente: "della Pineta", "degli Ulivi" e "Svevo". Il primo riferito alla zona che ospitava lo stadio; il secondo all'albero tipico del territorio andriese; il terzo al legame con Federico II di Svevia.

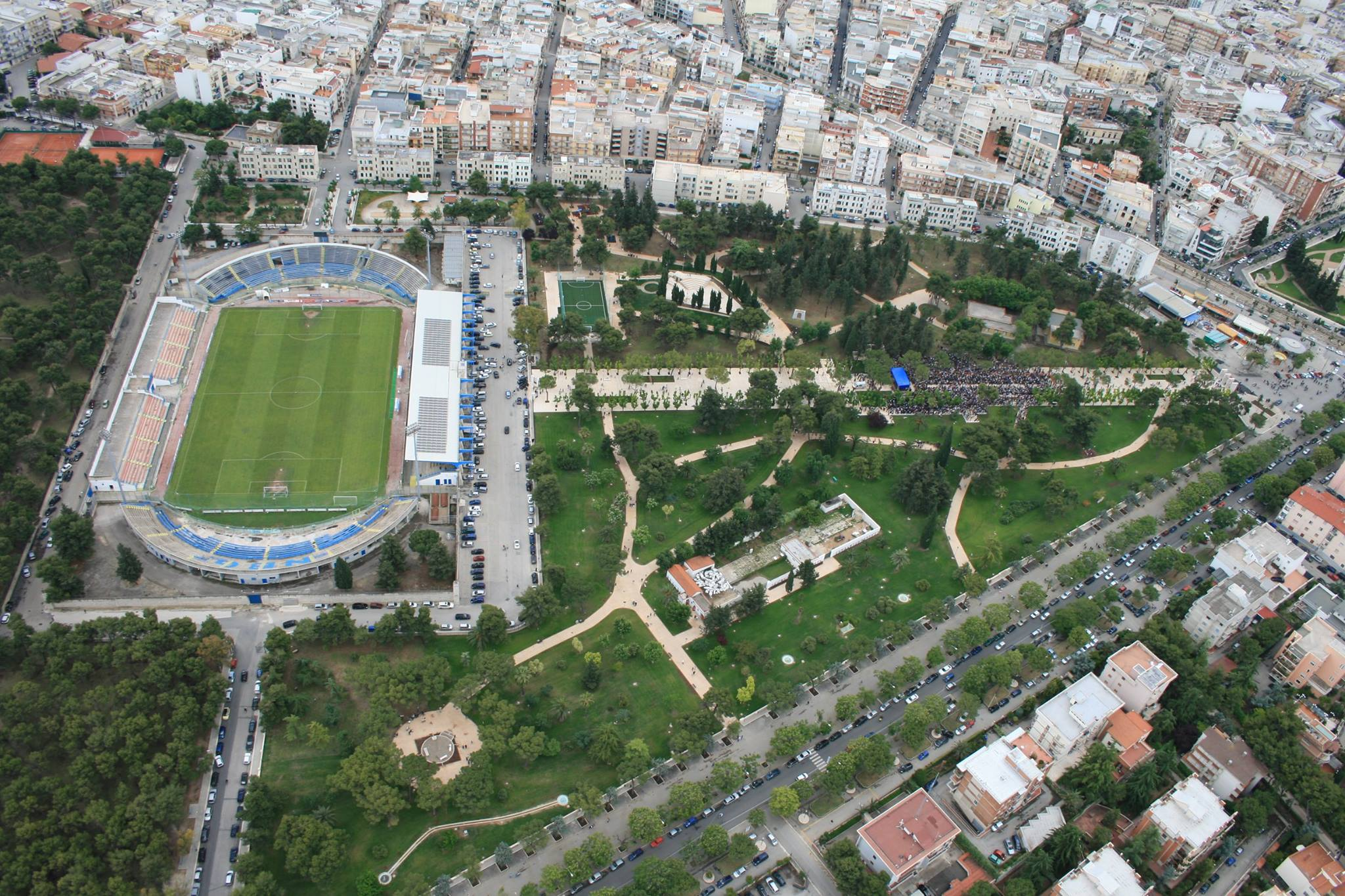
Vista aerea dello stadio

Le tre indicazioni avevano superato sia nomi di andriesi illustri o di adozione (Marchegiani, Allegrezza, Colasanto, Piombarolo, Volpi, Marano, Iori) sia storici (S. Riccardo, Federico II) sia geografici (Castel del Monte, della Murgia, Borgo antico) sia, infine, di fantasia (della Pace, dei Leoni, Azzurro).
La seconda fase del referendum, invece, si svolse durante tutto l'arco del girone di ritorno. E fra i tre finalisti la spuntò il "degli Ulivi".
Questi i voti della fase finale (tra parentesi i voti conseguiti durante la prima parte del referendum):
- "degli Ulivi" voti 512 (298)
- "della Pineta" voti 402 (308)
- "Svevo" voti 286 (256).

## Partite di calcio disputate in campo neutro

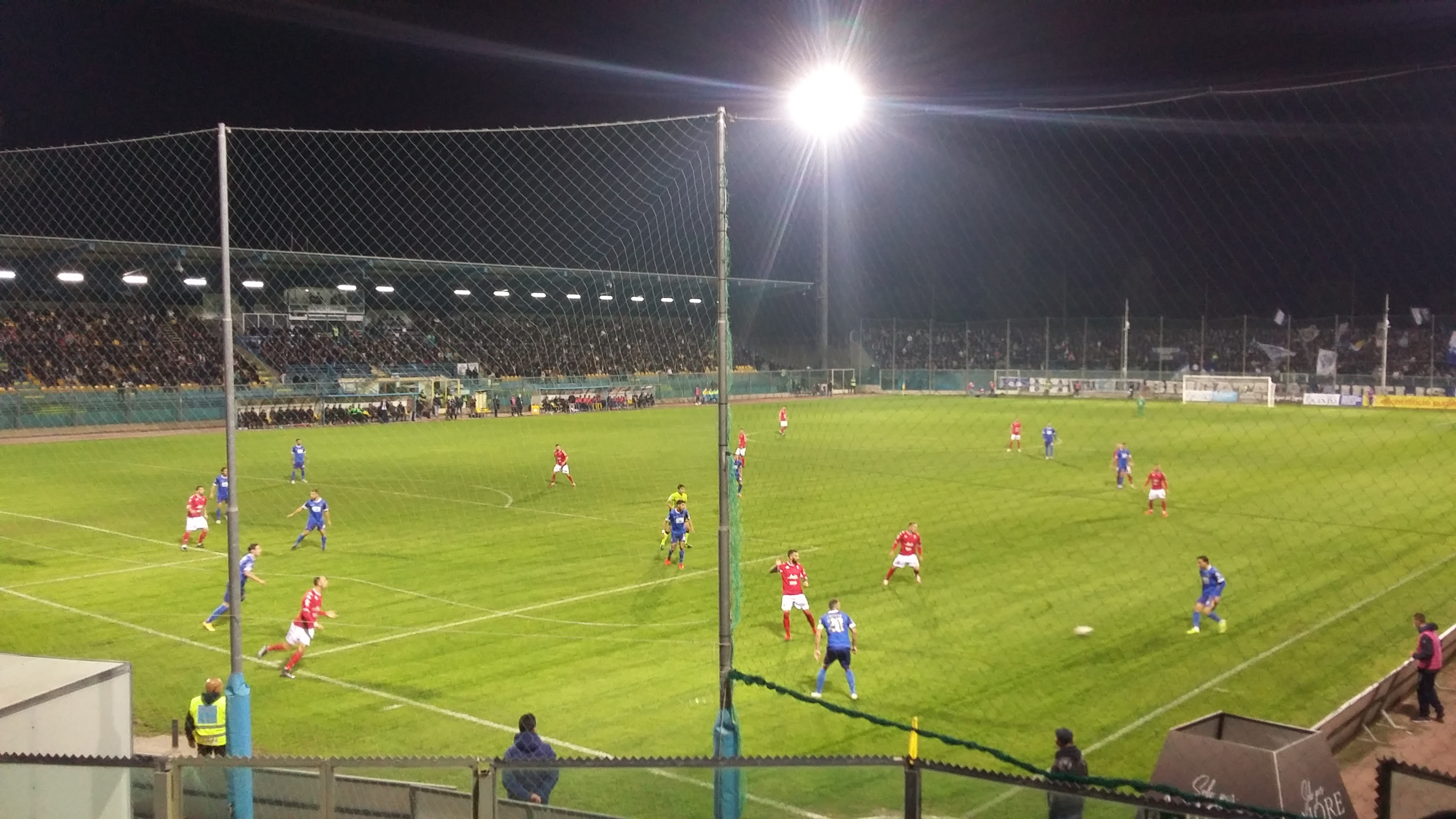
Fidelis Andria - Bari del 21 novembre 2021 (Serie C), finita 0-3.

Il 28 maggio 2005 fu giocata la partita tra Bari e Pescara valevole per il campionato di Serie B 2004-2005, Il match terminò con il risultato di 1-1. La gara fu spostata dal San Nicola al Degli ulivi in concomitantza della visita del Papa nella città di Bari.
Il 25 settembre 2012 lo stadio degli Ulivi, 7 anni dopo quel match, torna ad ospitare un incontro di Serie B, la sfida fra Bari e Pro Vercelli valida per la sesta giornata del campionato 2012-2013, a causa dell'indisponibilità dello stadio San Nicola per il rifacimento del manto erboso. Il risultato sarà di 2-1 in favore del Bari.
Nel 2015 l'impianto ha ospitato una gara del Torneo di Viareggio.

## Capienza e caratteristiche

### Capienza dello stadio "Degli Ulivi"
Negli anni in cui la Fidelis Andria militava nei campionati di Serie B lo stadio aveva una capienza di circa 15 000 spettatori. Le norme di sicurezza e gestione dei biglietti vigenti impongono norme più restrittive, quindi il Degli Ulivi ha oggi una capienza di 7 785 posti così suddivisi:
- 2 709 posti a sedere nel settore curva nord (settore che ospita la tifoseria organizzata della squadra di casa),
- 2 740 posti a sedere nel settore curva sud (di cui circa 1000 per il settore ospiti),
- 2 336 posti a sedere nel settore tribuna coperta.
- 3 000 posti a sedere nel settore distinti (settore attualmente inagibile).

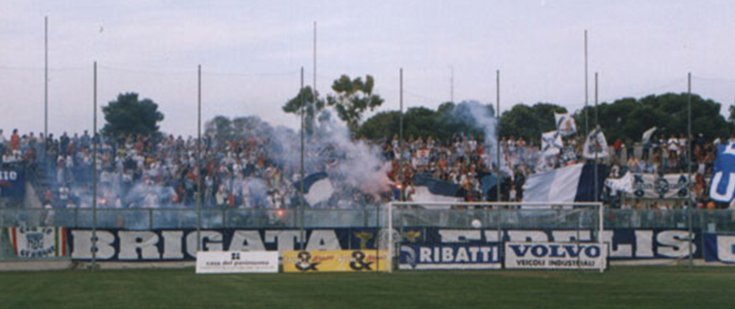
Curva nord vista dal terreno di gioco
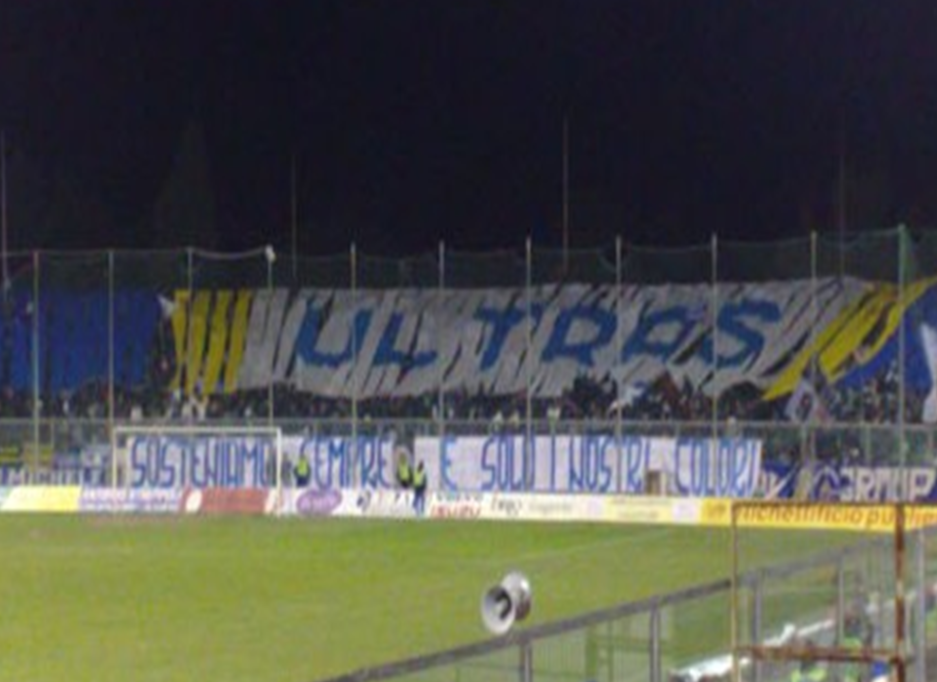
Curva nord in notturna vista dai distinti
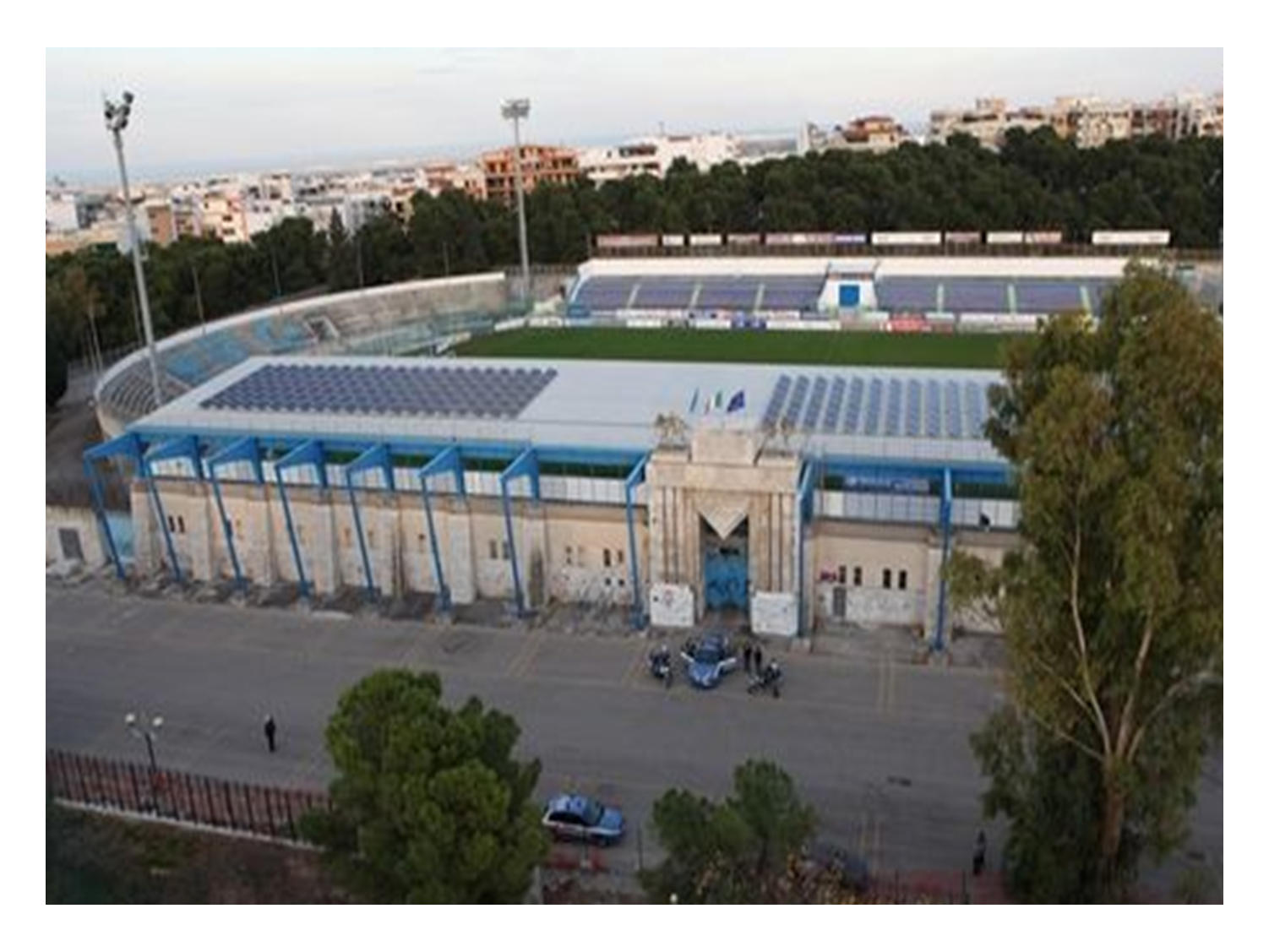
Esterno ed ingresso tribune coperte
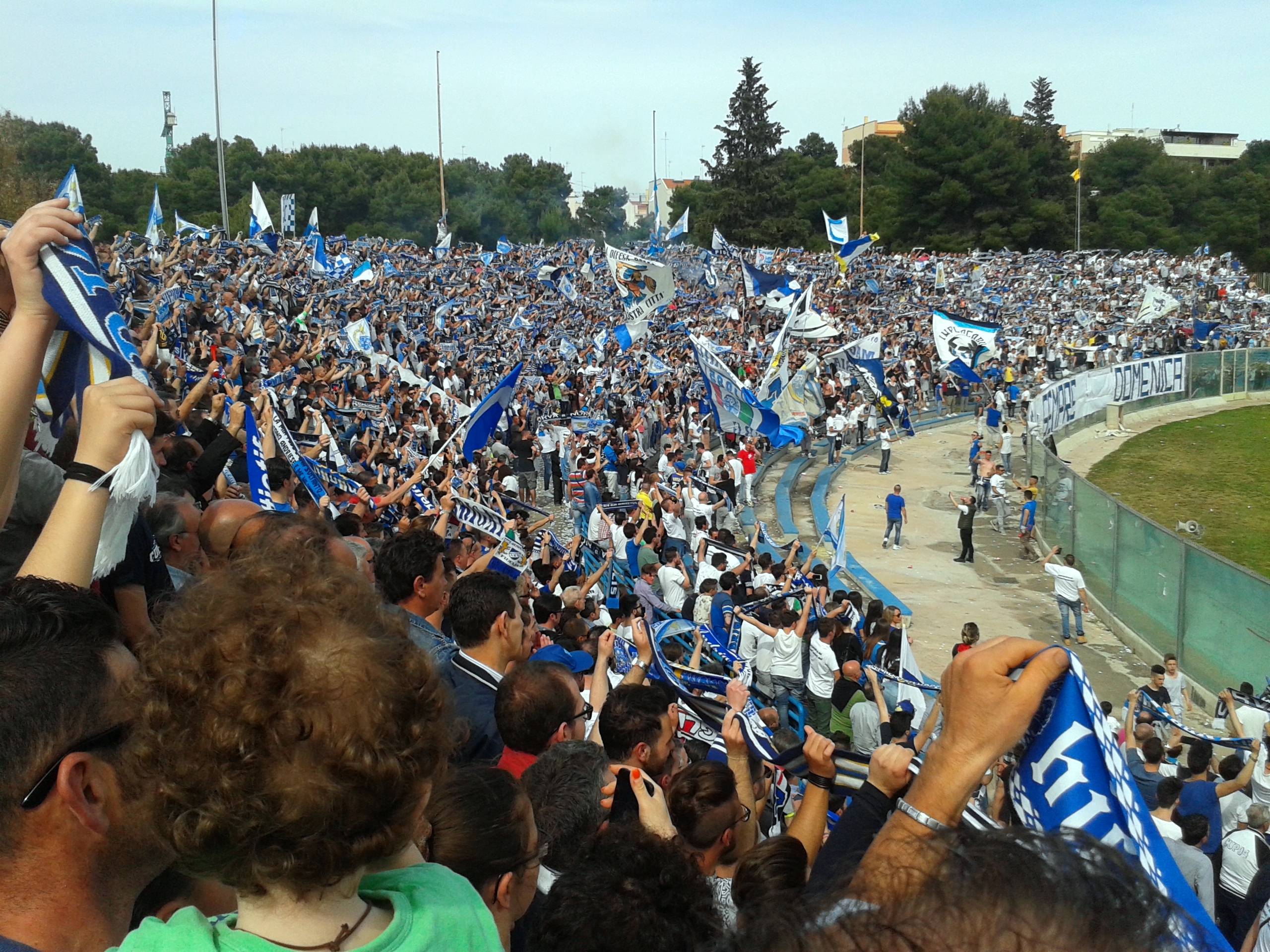
Curva nord

### Caratteristiche tecniche
- Dimensione campo: metri 105 x 66,70
- Larghezza minima: metri 2,50
- Altezza s.l.m.: metri 151
- Orientamento: 12° nord-ovest
- Distanza minima ostacoli fissi: metri 8,00
- Separazione interna: recinzione
- Tabellone elettronico: si
- Amplificazione sonora: si
- Campo preriscaldato: no
- Copertura: si
- Illuminazione campo: si
- Impianto TV circuito chiuso: si
- Parcheggio atleti: si
- Distanza max spettatori dal campo: metri 150
- Capienza totale: 15.000 (attualmente ridotti a 9.140)
- Posti tribuna stampa: 60

## Partite di livello Internazionale e Nazionale

### XIII Giochi del Mediterraneo
| Andria 16 giugno 1997 | Turchia | 2 – 2 | Algeria | Stadio Degli Ulivi |

| Arbitro: | Psychomanis |

|           |           |        |
| Bounakaja | Marcatori | Osterc |

| Andria 21 giugno 1997 | Italia | 0 – 0 referto | Jugoslavia | Stadio Degli Ulivi (8.000 spett.)\| Arbitro: \| Romain \| |
| Arbitro:              | Romain |               |            |                                                           |

### Amichevoli
| Arbitro: | Ruddy Buquet |

|            |           |  |
| Borini 59’ | Marcatori |  |

### Torneo Quattro Nazioni Under-20 2014-2015
| Arbitro: | Luca Gut |

|               |           |                                       |
| Garritano 17’ | Marcatori | 5’ Frankowski 28’ Straus 86’ Dźwigała |

## Viareggio Cup World Football Tournament Coppa Carnevale

### Girone 2
| Arbitro: | Scatigna (Taranto) |

|                                       |           |  |
| Tulissi 25’ La Vigna 81’ Krešić 90+2’ | Marcatori |  |